# Ngạc nhiên

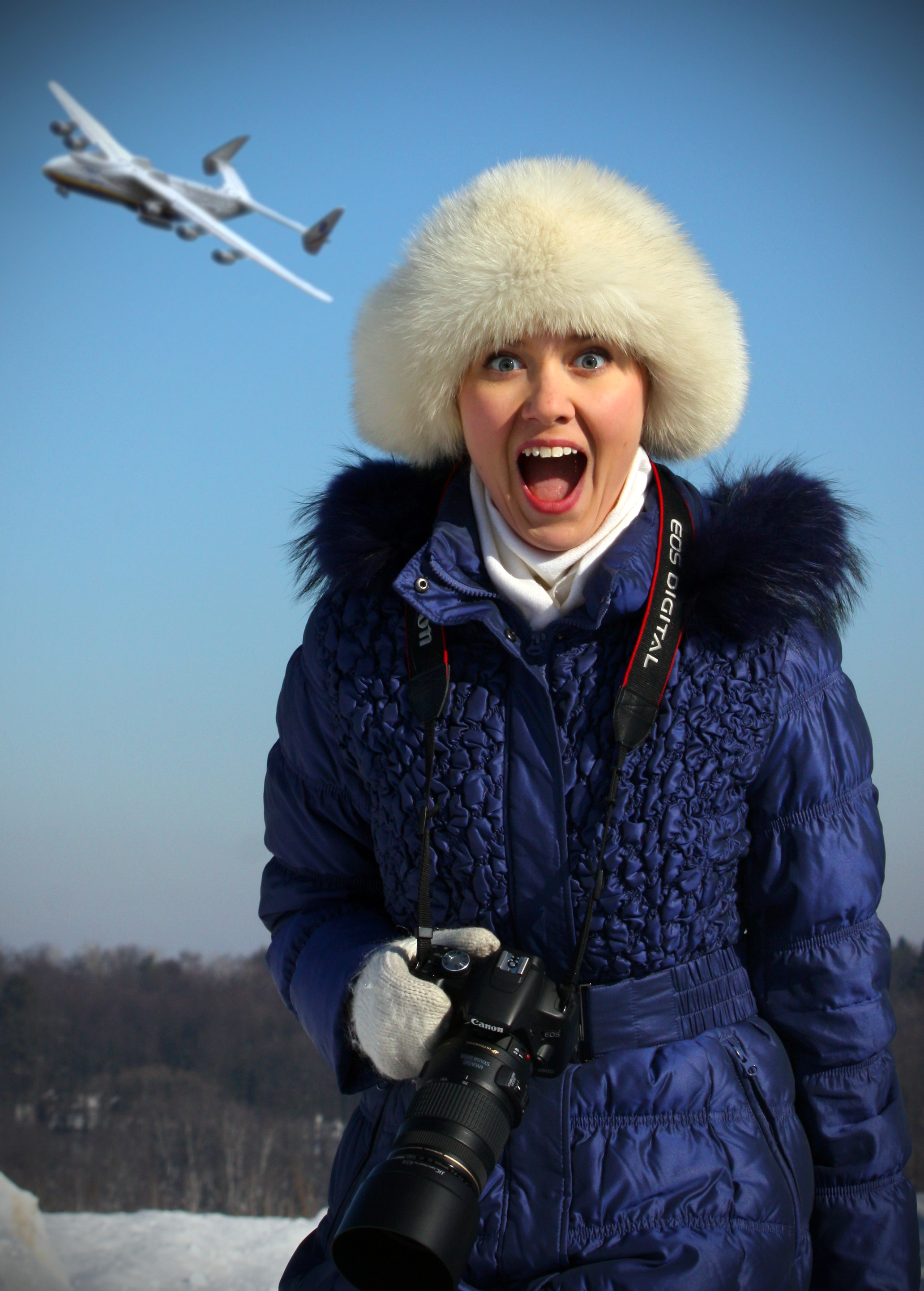
Vẻ mặt ngạc nhiên và phấn khích của một nữ nhiếp ảnh gia người Nga

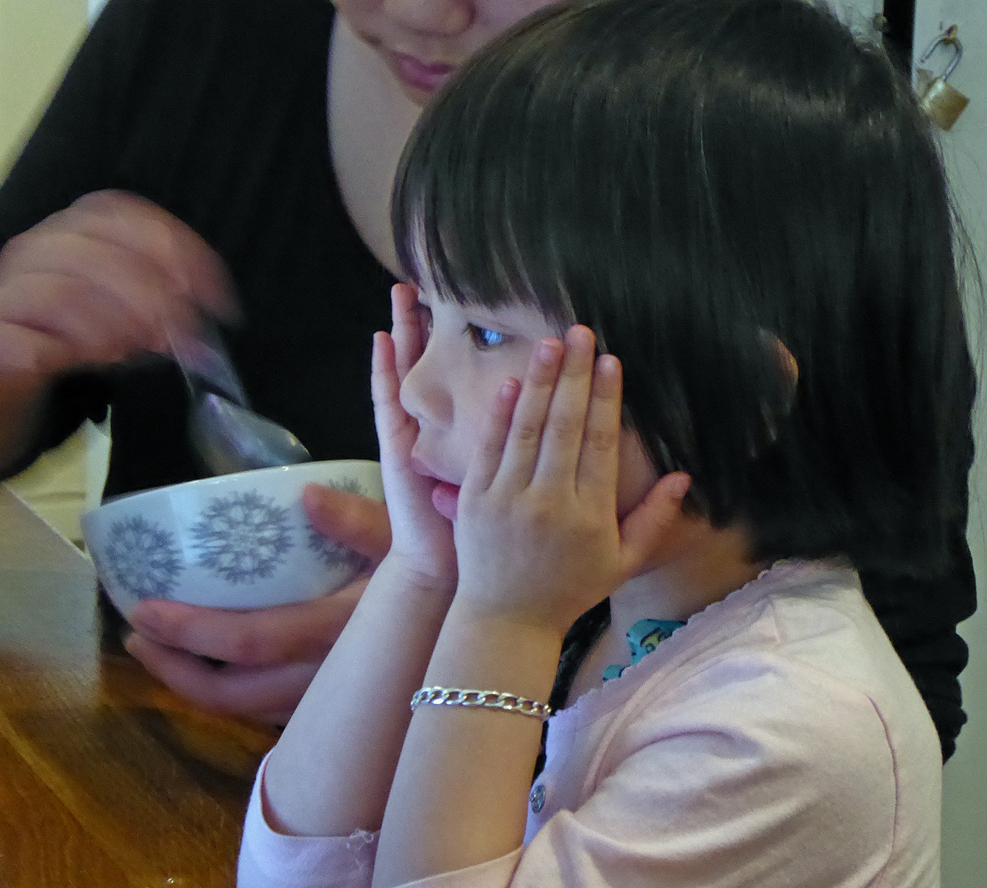
Một đứa trẻ nhìn vào iPad (không có trong hình) với sự ngạc nhiên.

Ngạc nhiên là một trạng thái tinh thần và sinh lý ngắn, một phản ứng giật mình được động vật và con người trải nghiệm như là kết quả của một sự kiện bất ngờ. Bất ngờ có thể có bất kỳ mức độ nào; nó có thể là trung tính/vừa phải, dễ chịu, khó chịu, tích cực hoặc tiêu cực. Bất ngờ có thể xảy ra ở các mức cường độ khác nhau, từ rất ngạc nhiên, điều này có thể gây ra phản ứng chiến đấu hoặc bỏ chạy, hoặc ít bất ngờ tạo ra phản ứng ít mãnh liệt hơn đối với các kích thích.

## Xây dựng cảm xúc
Ngạc nhiên có mối liên hệ mật thiết với ý tưởng diễn xuất theo một bộ quy tắc. Khi các quy tắc của các sự kiện tạo ra thực tế của cuộc sống hàng ngày khác biệt với các kỳ vọng về quy tắc, kết quả là tạo ra sự ngạc nhiên. Ngạc nhiên đại diện cho sự khác biệt giữa kỳ vọng và thực tế, khoảng cách giữa các giả định và kỳ vọng của chúng ta về các sự kiện thế giới và cách mà những sự kiện đó thực sự diễn ra. Khoảng cách này có thể được coi là một nền tảng quan trọng mà dựa trên đó những phát hiện mới dựa trên những điều gây ra sự ngạc nhiên có thể khiến mọi người nhận thức được sự thiếu hiểu biết của chính họ. Sự thừa nhận của sự thiếu hiểu biết, đến lượt nó, có thể mở ra một cửa sổ cho kiến thức mới đi vào.